# Ray Blanchard

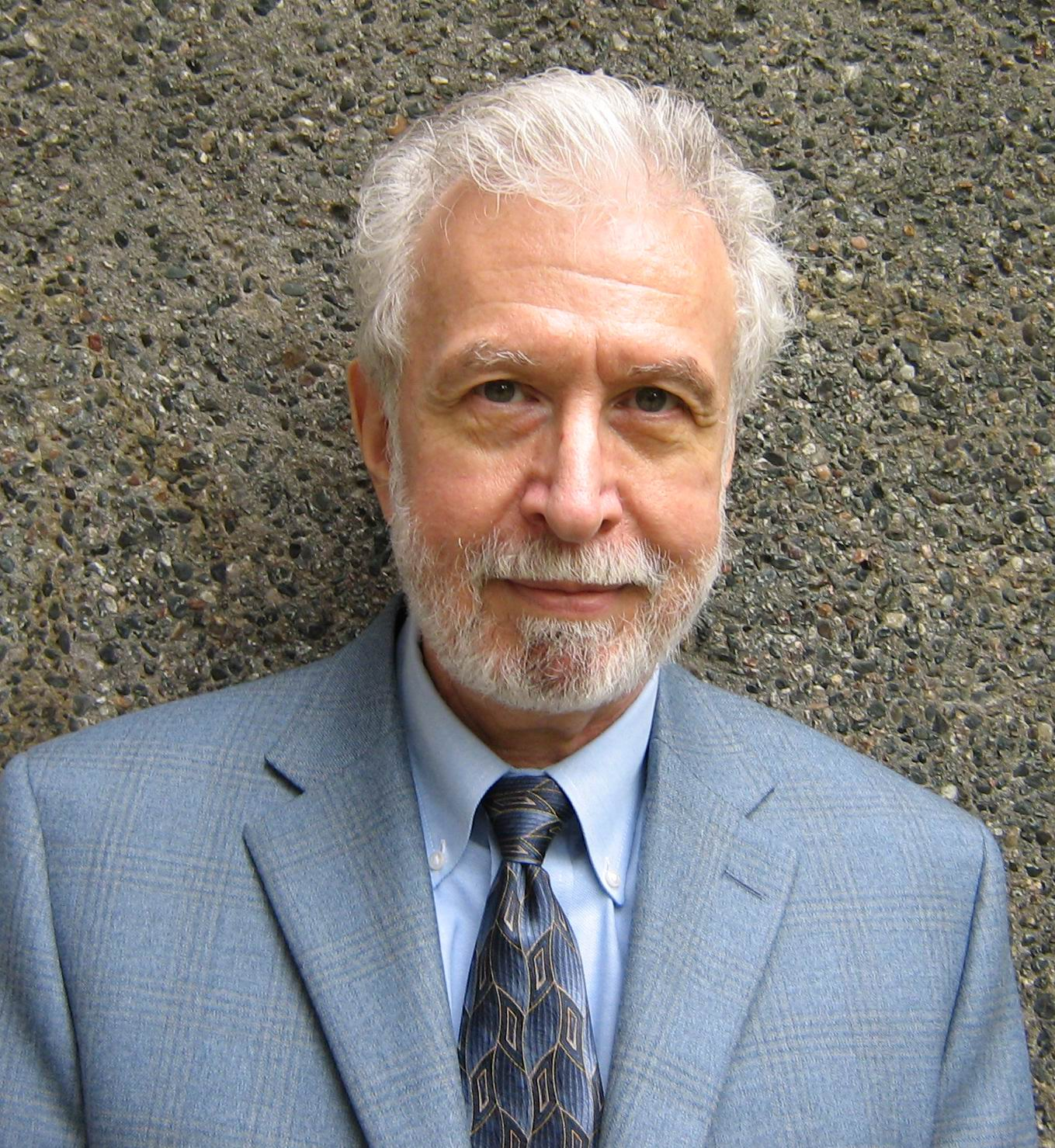
Ray Blanchard, 2008

Ray Milton Blanchard (* 9. Oktober 1945 in Hammonton, New Jersey) ist ein US-amerikanischer Sexualwissenschaftler und Psychologe, der sich insbesondere mit den Themen Paraphilie, sexuelle Orientierung und „Transsexualität“ beschäftigt.

## Wirken
Ray Blanchard, der an der University of Pennsylvania Psychologie studierte, ist seit 1980 als Sexualwissenschaftler am Centre for Addiction and Mental Health (vormals: Clarke Institute of Psychiatry) im kanadischen Toronto tätig. Aufmerksamkeit erregte der Sexologe insbesondere durch ein Erklärungsmodell für Transsexualität und Transvestitismus, welches er 1989 entwickelte. Demnach ließen sich Transfrauen im Wesentlichen in zwei Gruppen einteilen: Äußerst feminine homosexuelle Männer sowie Männer, die sexuell stark von der Vorstellung erregt werden, selber eine Frau zu sein (so genannte autogynophile).
Im Rahmen der Neufassung des Diagnostic and Statistical Manual of Mental Disorders wurde Blanchard als Vorsitzender der Arbeitsgruppe „Paraphilien“ berufen. In seiner Funktion schlug er 2008 vor, neben der sexuellen Präferenz an vorpubertären Kindern (Pädophilie) zukünftig auch ein sexuelles Interesse an pubertierenden Jugendlichen im Alter von etwa elf bis vierzehn Jahren (Hebephilie) zu pathologisieren. Der Vorschlag führte zu einer intensiven Debatte und wurde letztlich nicht angenommen. Übernommen wurde hingegen eine Anregung Blanchards, zukünftig zwischen Paraphilien und paraphilen Störungen zu unterscheiden. Zukünftig wird ein paraphiles sexuelles Interesse erst dann als psychische Störung klassifiziert, wenn der Patient selber darunter leidet oder anderen Personen durch das Ausleben der entsprechenden Neigung Schaden zufügt.
Ray Blanchard forscht intensiv zur Feststellung sexueller Präferenzen mittels peniler Plethysmografie. Weiterhin wird davon ausgegangen, dass er den Begriff Teleiophilie geprägt hat. Er verwendete ihn erstmals Veröffentlichung aus dem Jahr 2000 um ein sexuelles Interesse an erwachsenen Menschen von anderen Chronophilien abzugrenzen.
Blanchard glaubt an die Rapid Onset Gender Dysphoria-Theorie und warnte bereits 2021 davor, dass es seiner Meinung nach eine soziale Epidemie gebe, die letztlich zu vielen Reuefällen führen werde.

## Kritik
Seit etwa 2009 stehen Ray Blanchards Theorien zunehmend in der Kritik. Insbesondere die Autogynophilie, mindestens in Blanchards Formulierungen, erscheint nach einigen Ergebnissen zweifelhaft (siehe auch den Abschnitt Kontroversen auf Autogynophilie). Gegner der Trans-Bewegung nutzen Blanchards Arbeit, um einen Anschein der Wissenschaftlichkeit zu erwecken. Neuere, ebenfalls kontroverse Theorien wie rapid-onset gender dysphoria haben nach Ansicht von Kommentatoren starke Ähnlichkeiten mit Blanchards älteren Hypothesen und scheinen von deren Prominenz zu profitieren.
Blanchard selbst ist ein Vertreter der oft kritisierten Anti-Gender-Bewegung. Das von ihm geleitete Programm am Centre for Addiction and Mental Health lehnte bis einschließlich 1984 über 90 % aller behandlungssuchenden Menschen ab und verlor 1998 die staatliche Förderung für Vaginoplastiken.

## Veröffentlichungen
- Ray Blanchard: The concept of autogynephilia and the typology of male gender dysphoria. In: The Journal of nervous and mental disease. Band 177, Nummer 10, Oktober 1989, S. 616–623, PMID 2794988.
- Ray Blanchard, A. F. Bogaert: Homosexuality in men and number of older brothers. In: The American journal of psychiatry. Band 153, Nummer 1, Januar 1996, S. 27–31, PMID 8540587.
- Ray Blanchard: The classification and labeling of nonhomosexual gender dysphorias. In: Archives of sexual behavior. Band 18, Nummer 4, August 1989, S. 315–334, PMID 2673136 (Review).
- Ray Blanchard, Michael E. Kuban u. a.: Sexual Attraction to Others: A Comparison of Two Models of Alloerotic Responding in Men. In: Archives of Sexual Behavior. 41, 2012, S. 13, doi:10.1007/s10508-010-9675-3
- Ray Blanchard, Amy D. Lykins, Diane Wherrett, Michael E. Kuban, James M. Cantor, Thomas Blak, Robert Dickey, Philip E. Klassen: Pedophilia, Hebephilia, and the DSM-V. In: Archives of Sexual Behavior. 38, 2009, S. 335, doi:10.1007/s10508-008-9399-9.